# Antarctoneptunea aurora
Antarctoneptunea aurora is een slakkensoort uit de familie van de Buccinidae. De wetenschappelijke naam van de soort werd voor het eerst geldig gepubliceerd in 1916 door Hedley als Fusitriton aurora.